# Balduin von Schele
Balduin Georg Eduard Friedrich Wilhelm Arthur von Schele-Schelenburg (* 11. September 1836 in Schelenburg; † 4. Dezember 1903 ebenda) war Rittergutsbesitzer und Mitglied des Deutschen Reichstags.

## Herkunft
Seine Eltern waren der Landrat Ludwig Ernst Unico Georg von Schele (* 4. Juni 1796; † 1. Dezember 1870) und dessen zweite Ehefrau Philippine von dem Bussche-Hünefeld-Streithorst (* 25. Januar 1810; † 28. Dezember 1842). Sein Halbbruder Arnold (1849–1922) war ebenfalls Mitglied des Deutschen Reichstags.

## Leben
Schele besuchte das Gymnasium in Lingen (Abitur 1857) und trat danach in die Königlich Hannoversche Armee ein, der er bis 1866 als Offizier im Generalstab angehörte. Weiter war er Landschaftsrat der Osnabrücker Ritterschaft und besaß das Rittergut Schelenburg bei Schledehausen.
Von 1881 bis 1893 und von 1898 bis zu seinem Tode war er Mitglied des Deutschen Reichstags für den Wahlkreis Provinz Hannover 4 (Osnabrück, Bersenbrück, Iburg) und die Deutsch-Hannoversche Partei als Hospitant des Zentrums.
Schele heiratete am 12. Juni 1872 in Hannover die Gräfin Helene von Kielmannsegg (* 25. Oktober 1853; † 3. März 1875).